# Landen Lucas
Landen Allen Lucas (Portland, 3 ottobre 1993) è un ex cestista statunitense.

## Carriera
Con gli Stati Uniti ha disputato le Universiadi di Gwangju 2015.